# Borengit

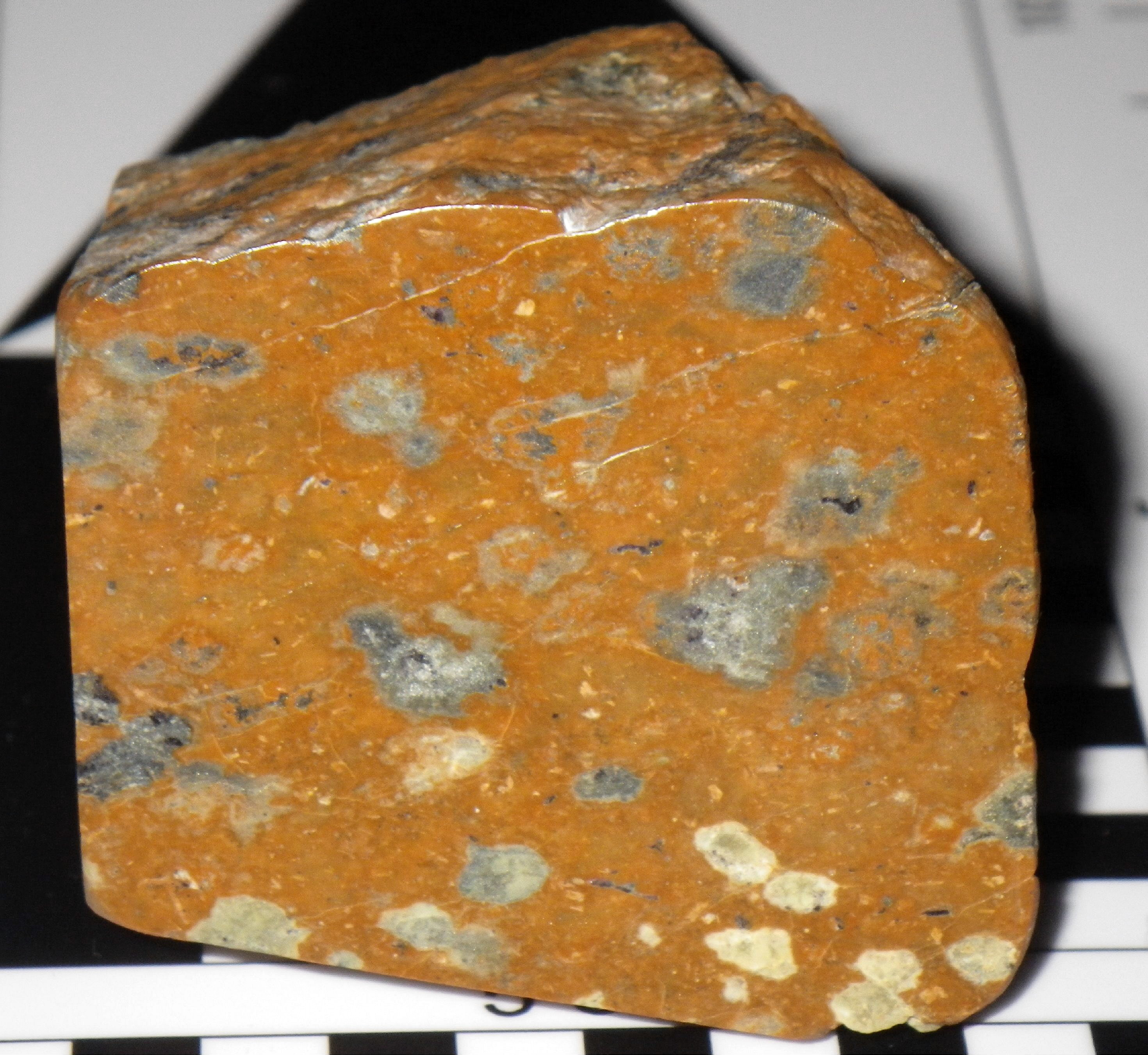
Borengit, Blick auf eine polierte Schnittfläche

Borengit ist die Bezeichnung für ein magmatisches Gestein, einen Alkalifeldspattrachyt, der als Ganggestein auftritt und zu den magmatischen Gesteinen mit den höchsten bekannten Gehalten an Kalium gehört. Vorkommen sind derzeit nur von der schwedischen Insel Alnö bekannt.

## Herkunft der Bezeichnung
Der schwedische Mineraloge Harry von Eckermann, der sich ausführlich mit der Geologie der Insel Alnö beschäftigte, beschrieb das Gestein in einer im Jahre 1960 veröffentlichten Publikation. Den Namen leitete er von der dem Fundort benachbarten Farm Båräng her. Auch die Klassifikation der International Union of Geological Sciences für magmatische Gesteine erwähnt den Begriff, nennt ihn allerdings nicht in der Liste der empfohlenen Gesteinsnamen.

## Beschreibung, Zusammensetzung, Chemismus
Makroskopisch ist Borengit von dunkelroter bis rotbrauner Farbe, mit einzelnen hellen bzw. violetten Flecken. Diese bestehen hauptsächlich aus Fluorit, Serizit; Pyrit und Calcit, während die Grundmasse aus Orthoklas mit trachytischer Textur besteht. Daneben finden sich noch geringe Mengen von Ilmenit, Hämatit und Eisenhydroxiden, wobei letztere den makroskopischen Farbeindruck hervorrufen. Die Flecken werden zum Teil als ehemalige Blasenhohlräume im Gestein angesehen. Die modale Zusammensetzung ist in der folgenden Tabelle wiedergegeben:
| Mineralphase       | Gehalt (Gew.-%) |
| ------------------ | --------------- |
| Kalifeldspat       | 75,6            |
| Glimmer (Muskovit) | 17,8            |
| Calcit             | 3,4             |
| Eisenhydroxide     | 1,1             |
| Fluorit            | 0,9             |
| Ilmenit            | 0,5             |
| Pyrit              | 0,6             |
| Apatit             | 0,1             |

Die chemische Analyse ergibt folgende Zusammensetzung (vereinfacht nach):
| Element/-oxid | Gehalt (Gew.-%) |
| ------------- | --------------- |
| SiO2          | 56,96           |
| CO2           | 1,47            |
| TiO2          | 0,26            |
| Al2O3         | 20,24           |
| Fe2O3         | 1,11            |
| FeO           | 1,18            |
| MgO           | 0,29            |
| CaO           | 1,93            |
| Na2O          | 0,18            |
| K2O           | 14,08           |
| F             | 0,37            |
| S             | 0,26            |
| H2O           | 1,25            |

## Bildungsbedingungen
Das Vorkommen befindet sich im Umfeld der bekannten Karbonatitintrusionen Alnös, in deren Umgebung sich zahlreiche Gänge magmatischer Gesteine mit z. T. ungewöhnlichen Zusammensetzungen finden. Die Bildung des Borengits wird mit diesen Intrusionen in Verbindung gebracht, doch sind die genauen Umstände, die zur Bildung eines derart kaliumreichen Magmas geführt haben, nicht bekannt. Zwar wurde in der Literatur eine Parallele zu dem Gestein Kanzibit, einem kaliumreichen Rhyolith aus der Kivi-Region in der Demokratischen Republik Kongo gezogen, da dieses ebenfalls im Zusammenhang mit Karbonatiten auftritt, jedoch ist der Kaliumgehalt in diesem Gestein deutlich niedriger als bei Borengit.